# دزموند نزی
دزموند نزی (انگلیسی: Desmond N'Ze؛ زادهٔ ۱۷ آوریل ۱۹۸۹) بازیکن فوتبال اهل ایتالیا است.
از باشگاه‌هایی که در آن بازی کرده‌است می‌توان به باشگاه فوتبال اینتر میلان، باشگاه فوتبال هلاس ورونا، باشگاه فوتبال فوجی‌ئدا، باشگاه فوتبال آولینو، و باشگاه فوتبال گیفو اشاره کرد.